# Gyöngyöspata
Gyöngyöspata är en ort i Ungern.   Den ligger i provinsen Heves, i den centrala delen av landet, 70 km nordost om huvudstaden Budapest. Gyöngyöspata ligger 201 meter över havet och antalet invånare är 2 724.
Terrängen runt Gyöngyöspata är kuperad norrut, men söderut är den platt. Runt Gyöngyöspata är det ganska tätbefolkat, med 70 invånare per kvadratkilometer. Närmaste större samhälle är Gyöngyös, 11,0 km öster om Gyöngyöspata. Trakten runt Gyöngyöspata består till största delen av jordbruksmark.